# Rakhigarhi
Rakhigarhi was een grote stad van de Indusbeschaving. De stad lag in de Ghaggar-Hakra-vlakte en was als veel steden uit deze beschaving gebouwd op heuvels met op een van de vijf een citadel. Opgravingen door de Archaeological Survey of India begonnen in 1963, waarbij onder meer aardewerk van de Hakra-aardewerkcultuur is aangetroffen, al lijkt bewoning pas echt tijdens de Sothi-Siswalfase te zijn begonnen.